# Pseudocarcinonemertes homari
Pseudocarcinonemertes homari är en djurart som tillhör fylumet slemmaskar, och som beskrevs av Fleming och Gibson 1981. Pseudocarcinonemertes homari ingår i släktet Pseudocarcinonemertes och familjen Carcinonemertidae. Inga underarter finns listade i Catalogue of Life.